# مايكل فوستر (لاعب كريكت بريطاني)
مايكل فوستر (24 ديسمبر 1979 بإنجلترا في المملكة المتحدة - ) (بالإنجليزية: Michael James Foster)‏ هو لاعب كريكت بريطاني. لعب مع Warwickshire Cricket Board ‏.

## وصلات خارجية
- ميخائيل فوستر (لاعب كريكت بريطاني) على موقع إي آس بي آن كريك إنفو (الإنجليزية)